# Veverskobítýšská kotlina
Veverskobítýšská kotlina je geomorfologický okrsek na jižní Moravě, severozápadně od Brna. Je součástí podcelku Oslavanské brázdy, která je částí Boskovické brázdy.
Jedná se o kotlinu převážně vyplněnou permskými sedimenty. Jejím nejvyšším bodem je bezejmenná kóta s nadmořskou výškou 364 m.
Veverskobítýšskou kotlinou protéká řeka Svratka, na níž zde začíná vzdutí Brněnské přehrady. Do Svratky se zde také vlévá Bílý potok a Kuřimka. Území kotliny je převážně bezlesé a tvoří je hlavně pole a urbanizované lokality – intravilány města Veverská Bítýška a obce Chudčice. Ve východní části se nachází přírodní rezervace Břenčák; celý východní okraj kotliny je součástí přírodního parku Podkomorské lesy.